# Leivanectes bernardoi
Leivanectes bernardoi (лат.) — вид плезиозавров из семейства эласмозаврид, единственный в роде Leivanectes. Ископаемые остатки известны из нижнемеловых отложений Центральной Колумбии.

## История изучения
Образец FCG-CBP-22, который и был в дальнейшем назначен голотипом вида, состоящий из переднего отдела черепа с челюстями, был обнаружен в верхнеаптских отложениях формации Пая на плато Альтиплано Кундибоякенсе в 4 км от колумбийского города Вилья-де-Лейва. Вид был описан Марией Эвридикой Парамой Фонсекой из Национального университета Колумбии и Хосе Патрисио О'Горманом из Национального университета Ла-Платы в 2019 году. Также в исследовании принимали участие Зулма Брандони де Гаспарини, Сантьяго Падилья с Мэри Луз Парра Руге.

## Этимология
Родовое название образовано от названия города Вилья-де-Лейва и от греческого nektos, означающего «пловец».
Видовое название дано в честь умершего незадолго до публикации статьи доктора Карлоса Бернардо Падильи, посвятившего часть своей жизни вильяделейвским окаменелостям, известного также благодаря основанию вместе с Сантьяго Падилья, приходившимся палеонтологу братом, Центра палеонтологических исследований.

## Описание
Животное представляло из себя крупную морскую рептилию, обладавшую, как и все плезиозавроиды, длинной шеей, маленькой головой и четырьмя конечностями, адаптированными к морскому образу жизни. Обладал небольшим черепом и достаточно крупными зубами. 
Питались более крупной добычей, чем многие другие эласмозавриды.

## Систематика
Несмотря на то, что вид можно уверенно отнести к семейству эласмозаврид, в настоящий момент затруднительно точно определить его принадлежность к какому-либо подсемейству.

## Палеоэкология
Формация Пая, в которой обитал вид, известна благодаря своей морской ископаемой фауне. На её территории обитали плезиозавры, черепахи, ихтиозавры, ракообразные, моллюски и акулы, а также оттуда известен зауропод Padillasaurus.